# Rita Lee
Rita Lee Jones de Carvalho OMC • ORB (nascida Rita Lee Jones; São Paulo, 31 de dezembro de 1947 – São Paulo, 8 de maio de 2023) foi uma cantora, compositora, apresentadora de televisão e escritora brasileira. Conhecida como a "Rainha do rock brasileiro", foi uma das mulheres que mais vendeu discos, foram 55 milhões de discos vendidos, sendo assim a segunda artista feminina mais bem-sucedida em vendas no Brasil e a quinta no geral, atrás de Tonico & Tinoco, Roberto Carlos, Nelson Gonçalves e Angela Maria.
Construiu uma carreira que começou com o rock, mas que ao longo dos anos flertou com diversos gêneros, como a psicodelia, durante a era do tropicalismo, o pop rock, disco, new wave, o pop, bossa nova e eletrônica, criando um hibridismo pioneiro entre gêneros internacionais e nacionais.
Rita foi considerada uma das musicistas mais influentes do Brasil, sendo referência para aqueles que vieram a usar guitarra a partir de meados dos anos 1970. Ex-integrante do grupo Os Mutantes (1966–1972) e do Tutti Frutti (1973–1978), participou de importantes revoluções no mundo da música e da sociedade. Suas canções, em geral regadas com uma ironia ácida ou com uma reivindicação da independência feminina, tornaram-se onipresentes nas paradas de sucesso, entre as mais populares estão "Ovelha Negra", "Mania de Você", "Lança Perfume", "Agora Só Falta Você", "Baila Comigo", "Banho de Espuma", "Desculpe o Auê", "Erva Venenosa", "Amor e Sexo", "Flagra" e "Doce Vampiro". O álbum Fruto Proibido (1975), lançado com a banda Tutti Frutti, é comumente visto como um marco fundamental na história do rock brasileiro, inclusive considerado um dos 100 melhores álbuns da história da música brasileira pela revista musical Rolling Stone Brasil, enquanto a versão estadunidense da mesma publicação o classificou entre os melhores da história do rock latino-americano.
Em 1976 iniciou um relacionamento amoroso com o multi-instrumentista e compositor Roberto de Carvalho, que foi o parceiro da maioria das composições de Rita. Nesse período, ela lançou uma série de discos — como Rita Lee (1979), Rita Lee (1980), Saúde (1981), Rita Lee e Roberto de Carvalho (1982) —, que se tornaram grandes sucessos de vendas e consolidou sua popularidade. O casal teve três filhos, entre eles o guitarrista Beto Lee, que acompanhava os pais nos shows. Rita era vegana, defensora dos direitos dos animais, das mulheres e da comunidade LGBT. Com uma carreira de sessenta anos, a artista passou da inovação e do gueto musical dos anos 1960 e 1970, para as baladas românticas de muito sucesso nos anos 1980 e uma revolução musical, apresentando-se com inúmeros artistas, entre eles Elis Regina, João Gilberto e a banda Titãs. Em outubro de 2008, a revista Rolling Stone promoveu a lista dos cem maiores artistas da música brasileira, onde ela ocupa o 15° lugar. Em 2023, Rita, que havia sido diagnosticada com câncer de pulmão dois anos antes, morreu aos 75 anos, em 8 de maio.

## Infância e início na música

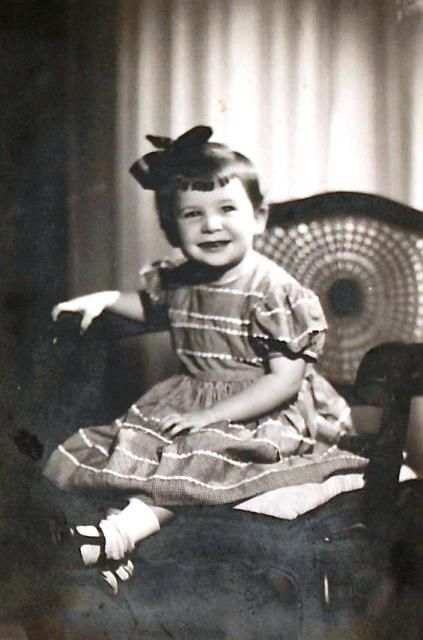
Rita Lee ainda criança, em foto de família

Nascida na véspera de Ano-Novo, em uma família de classe média paulistana, Rita é a filha mais nova do dentista Charles Fenley Jones (1904–1983), paulista descendente de imigrantes norte-americanos confederados do Alabama e do Tennessee estabelecidos em Santa Bárbara d'Oeste, e de Romilda Padula, apelidada Chesa (1904–1986), também paulista, filha de imigrantes italianos da região do Molise, no sul da Itália. Seus pais tinham outras duas filhas: Mary Lee Jones e Virgínia Lee Jones. Lee é um nome composto com que o pai quis registrar todas as filhas, em homenagem ao general Robert E. Lee, do exército confederado norte-americano. Originalmente, seu primeiro nome era planejado para ser Bárbara, em homenagem à santa, mas na hora do batizado resolveram homenagear a avó materna, que se chamava Clorinda, mas tinha o apelido de Rita.
Ela nasceu e cresceu no bairro da Vila Mariana, onde viveu até o nascimento de seu primeiro filho. Em entrevistas, revelou que esse bairro lhe era especial, já que lá tem uma grande parte de todas as melhores lembranças de sua vida. A artista foi educada no colégio franco-brasileiro Liceu Pasteur; era poliglota e falava fluentemente português, inglês, francês, castelhano e italiano. Chegou a ingressar no curso de Comunicação Social na Universidade de São Paulo, em 1968, na mesma turma da atriz Regina Duarte. Assim como Regina, abandonou o curso no ano seguinte.
Durante a infância teve aulas de piano com a musicista clássica Magda Tagliaferro. Não pensava em ser cantora de rock, mas em ser atriz de cinema, veterinária ou a profissão que seu pai queria, dentista. Suas primeiras influências musicais foram Elvis Presley, Neil Sedaka, Paul Anka, Peter, Paul and Mary, Beatles, Rolling Stones, mas também escutava música brasileira como Cauby Peixoto, Angela Maria, Tito Madi, João Gilberto, Emilinha Borba, Carmen Miranda, Dalva de Oliveira e Maysa por influência dos pais.
Na adolescência passou a se interessar por música e compôs suas primeiras canções. Junto de alguns amigos começou a se apresentar em clubes da região como componente do "Tulio's Trio". Em 1963 formou um conjunto musical com mais duas garotas, as Teenage Singers, que faziam pequenos shows em festas colegiais. No ano seguinte elas conheceram o trio masculino Wooden Faces. Nesse mesmo ano, fez sua primeira gravação nos vocais para um álbum de Prini Lorez. Teenage Singers e Wooden Faces juntaram-se, formando o Six Sided Rockers, banda que depois passou a se chamar "Os Seis" e que chegou a gravar um disco compacto, com duas músicas.
Depois da saída de três componentes, sobraram Rita e os irmãos Arnaldo e Sérgio Dias Baptista. O trio passou a se chamar Os Bruxos. Entretanto, o trio não estava satisfeito com esse nome e queriam mudá-lo, antes da apresentação do grupo, na estreia do programa O Pequeno Mundo de Ronnie Von, da TV Record (1966). Segundo Carlos Calado, a ideia do nome "Os Mutantes" veio de uma brincadeira irônica de Alberto Helena Júnior, produtor do programa, com Ronnie Von, que, na época, estava lendo O Império dos Mutantes, de Stefan Wul e não falava de outro assunto. "Vocês ainda estão procurando um nome para o conjunto dos meninos? Por que não Os Mutantes?" Ronnie Von gostou da ideia de Alberto Helena e levou-a ao grupo, que a aprovou imediatamente.

## Biografia e carreira

### Os Mutantes e primeiros álbuns solo (1966–72)

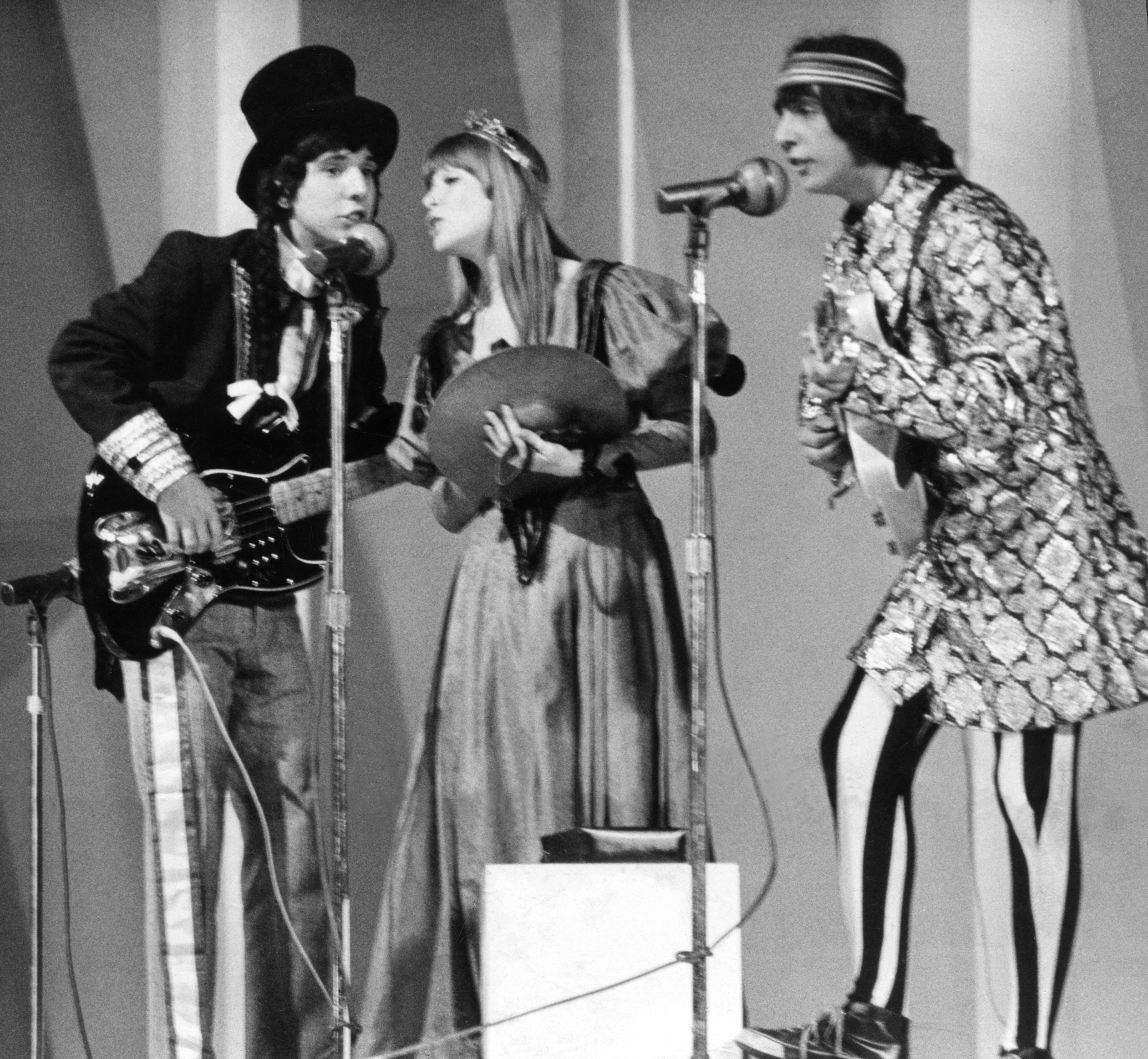
Os Mutantes em 1969; da esquerda para a direita: Arnaldo Baptista, Rita Lee e Sérgio Dias.

Os Mutantes em 1971

Por um período de seis anos, Rita foi, com Arnaldo Baptista e Sérgio Dias, integrante da banda Os Mutantes, cantando, tocando flauta e percussão, além de performances bissextas no sintetizador, no banjo e manipulando bizarrices como um gravador portátil (como na música "Caminhante Noturno"), uma bomba de dedetização (em "Le Premier Bonheur du Jour") e sendo letrista. Em 1967, a banda acompanhou Gilberto Gil no III Festival de Música Popular Brasileira, da TV Record, na apresentação da canção "Domingo no Parque".
Foram gravados seis álbuns, tendo o primeiro, de 1968, como uns dos mais importantes da história da música brasileira e que deram origem a hits como "A Minha Menina", "Dom Quixote", "Balada do Louco", "2001 (Dois Mil e Um)" e "Ando Meio Desligado". De 1968 e 1972 foi casada com o companheiro de banda, Arnaldo. O divórcio foi assinado somente em 1977.
Acompanhada dos componentes dos Mutantes, gravou dois discos solo. O primeiro foi Build Up (1970) — contendo algumas canções em parceria com Arnaldo — que, originalmente, era o repertório de um show feito exclusivamente para um evento empresarial (a Fenit), em São Paulo). Desse disco saiu seu primeiro single solo, "José" (uma versão de Nara Leão para a canção francesa "Joseph", de Georges Moustaki). O segundo disco, Hoje é o Primeiro Dia do Resto da Sua Vida (1972), foi gravado com o seu nome, pois a banda já havia lançado um álbum naquele ano e, nos termos do contrato com a gravadora, não lhe era permitido outro lançamento. Com isso, Os Mutantes gravaram, mas só Rita aparece nos créditos.
Em decorrência do fim de seu casamento e de discordâncias com os rumos que a banda estava tomando, a cantora foi expulsa dos Mutantes pelo próprio Arnaldo. Dentre distintas histórias e controvérsias, ela alega que seus companheiros achavam que ela não tinha o virtuosismo requerido pelo rock progressivo, novo interesse da banda. A informação de Rita acabou por se gerar uma grande discussão. Alguns diziam que ela teria saído do grupo. Entretanto, em 2007, Arnaldo admitiu, em entrevista: "Mandei a Rita embora dos Mutantes". No livro Rita Lee: uma autobiografia, de 2016, ela contou em detalhes como se deu a notícia de sua saída:
"Minha saída do grupo aconteceu bem nos moldes de 'o noivo é o último a saber', no caso, a noiva. Depois de passar o dia fora, chego ao ensaio e me deparo com um clima tenso/denso. Era um tal de um desviar a cara pra lá, o outro olhar para o teto, firular instrumento e coisa e tal. Até que Arnaldo quebra o gelo, toma a palavra e me comunica, não nessas palavras, mas o sentido era o mesmo, que naquele velório o defunto era eu. 'A gente resolveu que a partir de agora você está fora dos Mutantes porque nós resolvemos seguir na linha progressiva-virtuose e você não tem calibre como instrumentista.' Uma escarrada na cara seria menos humilhante. Em vez de me atirar de joelhos chorando e pedindo perdão por ter nascido mulher, fiz a silenciosa elegante. Me retirei da sala em clima dramático, fiz a mala, peguei Danny (a cachorra) e adiós."

### Tutti Frutti e consagração nacional (1973–78)

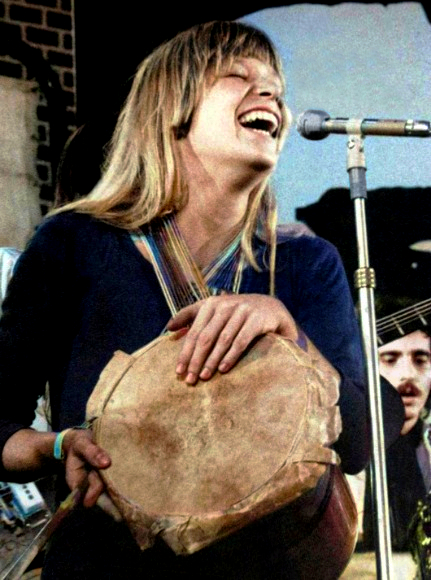
Rita Lee em 1971

Formou com a amiga Lúcia Turnbull uma dupla no estilo folk rock, Cilibrinas do Éden, cuja única gravação, ao vivo, no festival Phono 73, foi lançada mais de 35 anos depois. Rita e Lúcia desistiram da dupla e formaram a banda Tutti Frutti, com Luis Sérgio Carlini e Lee Marcucci. Rita, além de cantar, tocou piano, sintetizador, gaita e violão. Um contrato com a gravadora Philips foi assinado, mas essa exigiu que o grupo assinasse como "Rita Lee & Tutti-Frutti". O que seria o primeiro disco do grupo não foi lançado pela gravadora por problemas com a censura e com os executivos, que o consideraram "alternativo demais".
Eles voltam ao estúdio e Atrás do Porto Tem uma Cidade foi gravado e lançado em 1974. O disco, lançado em junho, foi muito influenciado pelo blues rock dos Rolling Stones e pelo glam rock de David Bowie, e teve como sucesso os singles “Mamãe Natureza”, primeira composição de Rita pós-Mutantes, “Pé de Meia” e “Menino Bonito”. Porém, como o resultado final do álbum acabou não agradando a gravadora, foram convocados os bateristas Paulinho Braga e Ivan Conti para fazer novas bases. Além disso, sem o conhecimento da banda, foi contratado o produtor Marco Mazzola, que alterou demasiadamente os arranjos do disco, em especial da música “Menino Bonito”, o que acabou gerando vários descontentamentos.
Insatisfeita com as interferências excessivas e sentindo-se desprezada pela Phonogram, que concentrava seus esforços no lançamento do primeiro disco solo de João Ricardo, Rita decide sair da gravadora. Em janeiro de 1975, a banda se apresentou no primeiro dia do festival Hollywood Rock; o show marcaria a despedida de Lúcia Turnbull.
Em junho de 1975 foi lançado aquele que é considerado a obra-prima de Rita, o álbum Fruto Proibido, pela Som Livre. O disco, que contém os sucessos "Agora Só Falta Você", "Esse Tal de Roque Enrow" e "Ovelha Negra", tornou-se um clássico do rock brasileiro, vendendo mais de 200 mil cópias na época e dando a Rita o título de "Rainha do rock brasileiro". Com as principais faixas do disco tocando nas rádios, a banda saiu em turnê pelas principais capitais do Brasil, de norte a sul, algo inédito para os padrões do rock nacional de então. A turnê acabou no Festival de Saquarema de 1976, quando a banda tocou no último dia como atração principal.
O terceiro disco, Entradas e Bandeiras, foi lançado em 1976, com os singles "Coisas da Vida", "Corista de Rock" e "Com a Boca no Mundo". O disco também contava com a faixa "Bruxa Amarela", que foi composta por Raul Seixas e Paulo Coelho. Devido a uma crise de estresse, Rita ficou afastada do processo de mixagem deste disco, fato que ocasionou um som mais pesado, com a nítida predominância da guitarra de Carlini. No mesmo ano, conheceu o músico carioca Roberto de Carvalho, iniciando uma relação amorosa que posteriormente se tornaria uma parceria profissional.

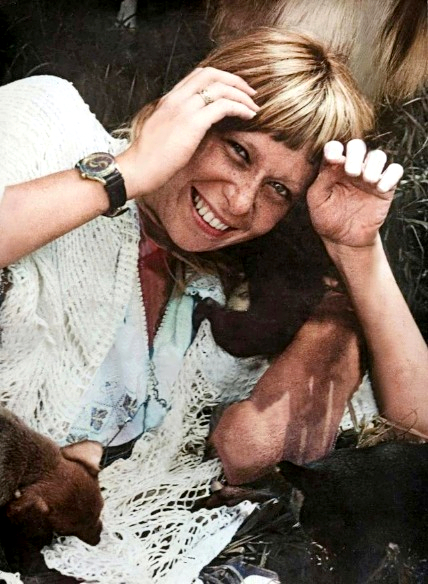
Rita Lee em 1972

Em agosto de 1976, durante sua primeira gravidez e morando com Roberto, foi presa por porte e uso de maconha. Na verdade, tal episódio, considerado um dos mais truculentos da ditadura militar, foi um ato do regime com a finalidade de servir de exemplo à juventude da época, já que a cantora alegou que tinha deixado de usar drogas por causa da gravidez e que o que foi encontrado na época seriam restos usados por amigos e frequentadores da casa.
Abalada e sem dinheiro, lançou em março de 1977 a polêmica "Arrombou a Festa" — música composta em parceria com Paulo Coelho que criticava o cenário da MPB na época — cujo compacto vendeu mais de 250 mil cópias. Em março de 1977 nasce Beto Lee, primeiro filho da artista, seguido por João, em 1979, e Antônio, em 1981.
Após ficar livre da prisão domiciliar, Rita saiu em turnê com Gilberto Gil no show denominado Refestança, que passou por oito capitais brasileiras entre outubro e novembro de 1977. O show foi registrado em disco, lançado pela Som Livre.
Em 1978, a banda lançou o disco Babilônia, que produziu os singles bem-sucedidos "Jardins da Babilônia", "Agora é Moda", "Eu e Meu Gato" e a futurista "Miss Brasil 2000". Depois do lançamento deste, a banda se desfez. Carlini, insatisfeito com sua posição secundária, resolveu deixar o grupo e levar consigo o nome Tutti Frutti, que havia sido registrado por ele. Assim, Rita reformulou a banda e colocou na estrada o show Rita Lee & Cães e Gatos, nome dado devido às brigas internas durante os ensaios. Essa apresentação deu origem a um dos primeiros álbuns piratas do Brasil, hoje, artigo de colecionador.

### Início da parceria com Roberto de Carvalho (1979–90)

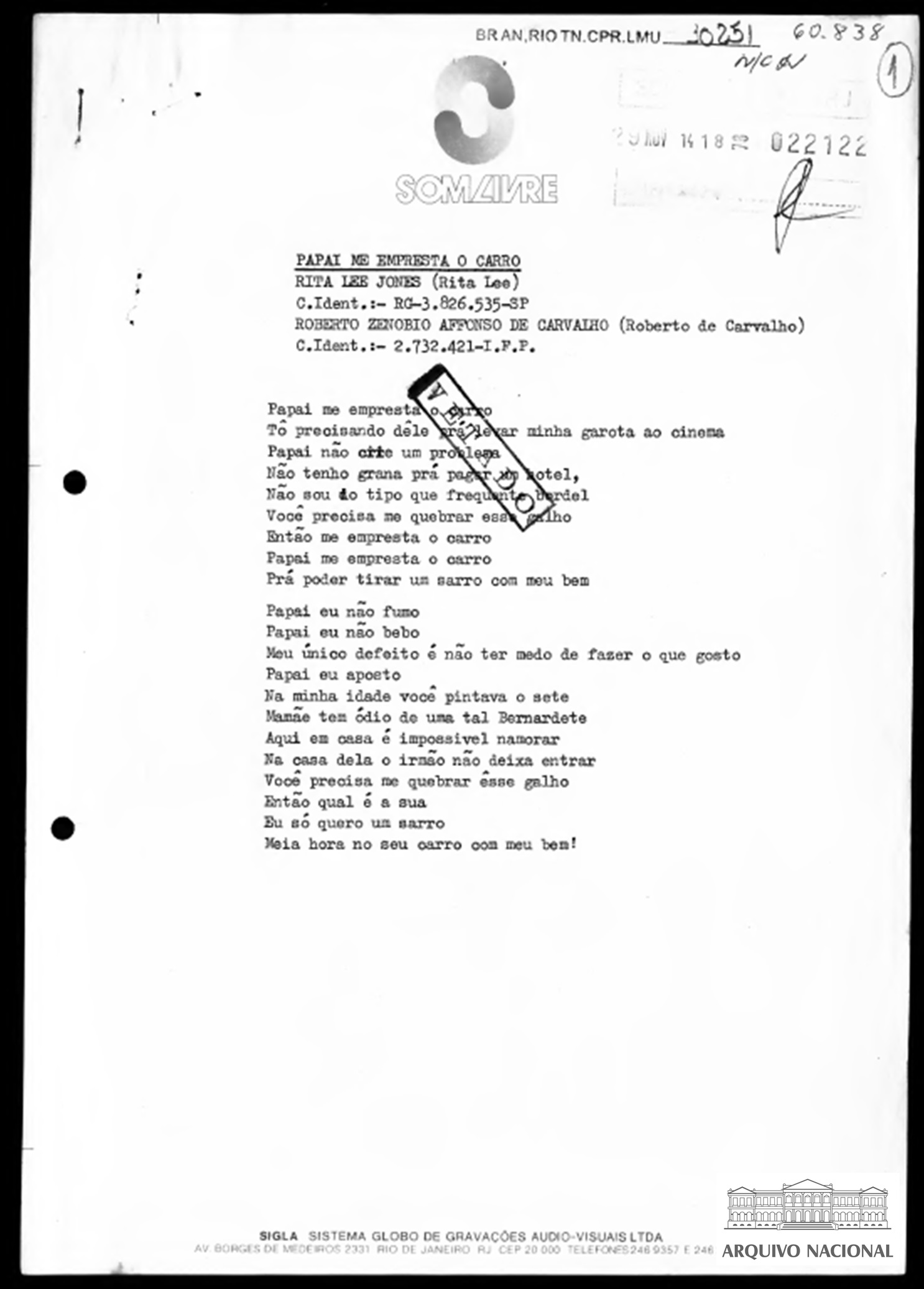
Letra da música "Papai Me Empresta o Carro", de 1979, vetada pela Censura Federal

Em 1977, Rita já havia manifestado desgosto pelos radicais do rock e da MPB, dizendo que não se considerava uma roqueira radical. A partir de 1979, ela e Roberto começaram a fazer discos e shows juntos — num formato "dupla dinâmica" — e inauguram uma fase superpop, de enorme empatia popular. Aconteceram então espetáculos e diversos especiais para a TV Globo. O primeiro trabalho em disco da dupla foi o álbum Rita Lee, de 1979, com os sucessos "Mania de Você", "Chega Mais" e "Doce Vampiro". O álbum se tornou um divisor de águas na carreira da artista, trazendo uma notável mudança de sonoridade, saindo do rock para uma linguagem pop e vendendo na época 500 mil cópias.
Quando muito se especulava se Rita conseguiria repetir o sucesso alcançado no disco anterior, é lançado em 1980 o álbum Rita Lee, mais conhecido pelo seu hit "Lança Perfume". Do repertório, também fazem parte canções como "Baila Comigo", "Nem Luxo, Nem Lixo", "Ôrra Meu", "Shangrilá" e "Bem-Me-Quer". O disco foi um enorme sucesso, vendendo 750 mil cópias no Brasil e 200 mil cópias na Argentina, e aparecendo em paradas de sucesso da França e dos Estados Unidos, como a Billboard. O então príncipe Charles da Inglaterra passa-se por excêntrico ao dizer que sua cantora favorita seria Rita Lee.
Em 1981, gravam o álbum Saúde, com a faixa-título, "Atlântida", "Banho de Espuma", e "Mutante", disco que já saiu com 400 mil cópias antecipadas vendidas. Participou do especial Mulher 80 (TV Globo, 1979). O programa, dirigido por Daniel Filho, exibiu uma série de entrevistas e musicais cujo tema era a mulher e a discussão do papel feminino na sociedade de então, abordando esta temática no contexto da música nacional.
Em 1982 lançou Rita Lee e Roberto de Carvalho, com "Flagra", "Só de Você", "Vote em Mim", "Barata Tonta" e "Cor de Rosa Choque". Bombom (1983) teve os hits "Desculpe o Auê" e "On the Rocks" e ainda como temas de novela "Raio X" e "Bobos da Corte". Rita e Roberto (1985) trouxe "Vírus do Amor", "Yê Yê Yê", "Noviças do Vício" e "Vítima". Neste mesmo ano, apresenta-se na primeira edição do Rock in Rio, que marcou sua volta aos palcos após dois anos. Ainda em 1985, Rita participou como uma das juradas do Festival dos Festivais, em que foi júri ao lado de personalidades como Marcelo Tas e Malu Mader.
Flerte Fatal chega em 1987 com "Bwana", "Xuxuzinho", "Brazix Muamba" e "Pega Rapaz". O álbum precedeu uma turnê onde Rita se despediu de shows em grandes ginásios, percorreu todo o país, finalizando com apresentações na Europa e Estados Unidos, em 1988. Zona Zen veio no mesmo ano, com "Livre Outra Vez", "Independência e Vida", "Zona Zen" e "Nunca Fui Santa". Ela ainda passou por intervenções cirúrgicas na época: uma devido a calos nas cordas vocais e outra na face, devido a um acidente de carro.
Em 1990 lançou o álbum Rita Lee e Roberto de Carvalho, que teve entre suas faixas a música "Perto do Fogo" (composição de Rita e Cazuza) e também La Miranda — uma ode à Carmen Miranda, que foi tema de abertura da telenovela Lua Cheia de Amor — e "Esfinge".

### Carreira solo e retorno de Roberto (1991–03)
Em 1991, Rita separou-se profissionalmente de Roberto, iniciando a bem-sucedida turnê voz e violão Bossa 'n' Roll. No mesmo ano, estreou o TVleezão, seu programa na MTV Brasil. Em seguida, lança o disco Rita Lee em 1993, dedicado a um rock'n'roll mais purista. O casal só viria a dividir o palco novamente em 1995, durante a turnê do álbum A Marca da Zorra.
Ainda em 1995, a música "Vítima" foi tema de abertura da novela A Próxima Vítima. Em dezembro de 1996, Rita realizou seu casamento civil com Roberto de Carvalho, passando a assinar Rita Lee Jones de Carvalho. Em 1997, lança o álbum Santa Rita de Sampa, com "Dona Doida", que foi tema de abertura da novela Zazá. O álbum possui ainda "Homem Vinho", uma homenagem para Caetano Veloso. Em 1998, lança seu Acústico MTV, com a participação de Cássia Eller em "Luz del Fuego", Paula Toller na canção "Desculpe o Auê", Titãs em "Papai, Me Empresta o Carro" e Milton Nascimento em "Mania de Você".
Em 2000, lança o álbum 3001, que teve faixas escritas com Tom Zé e Itamar Assumpção, além dos sucessos "Erva Venenosa", "Pagu", "O Amor em Pedaços" e sua faixa-título (uma continuação da canção "2001", dos Mutantes). A turnê internacional que durou de 2000 a 2001 ganhou um especial de fim de ano na Rede Bandeirantes, contando com as participações de Caetano Veloso, Zélia Duncan, Paula Toller e Pato Fu.
Logo após, Rita grava um CD com releituras de clássicos dos Beatles. O álbum é lançado como Aqui, Ali, Em Qualquer Lugar — no exterior, Bossa'n Beatles — misturando bossa nova, rock e inspirações no forró. A roqueira então inicia a turnê internacional Yê Yê Yê de Bamba que durou de 2001 a 2002, percorrendo Brasil, Estados Unidos e alguns países da América Latina, como a capital argentina Buenos Aires, onde fez apresentações como na casa de shows Luna Park, no que foi considerada a consagração de sua carreira na Argentina.
Em 2001 e 2002, lança dois álbuns de compilação, Para Sempre e Novelas, sendo este último somente faixas suas que ficaram famosas como aberturas de telenovelas. Ainda em 2002, torna-se parte do elenco principal do programa da GNT Saia Justa, ao lado de Fernanda Young e Marisa Orth. Em 2003, lança o álbum Balacobaco, com a famosa faixa "Amor e Sexo".

### Rezae aposentadoria (2010–14)
Em 2010, iniciou sua nova turnê, que estreou em Belo Horizonte, na qual cantou sucessos que estavam fora de seu repertório. O show percorreu várias cidades do Brasil como São Paulo, Porto Alegre e Rio de Janeiro, além de ter passado por Buenos Aires, com apresentação no teatro Gran Rex. Em 2012, Rita anuncia sua aposentadoria dos palcos em seu show de estreia no Circo Voador no Rio de Janeiro, devido à sua fragilidade física: "Me aposento dos shows, mas da música nunca", explicou a cantora no seu Twitter.

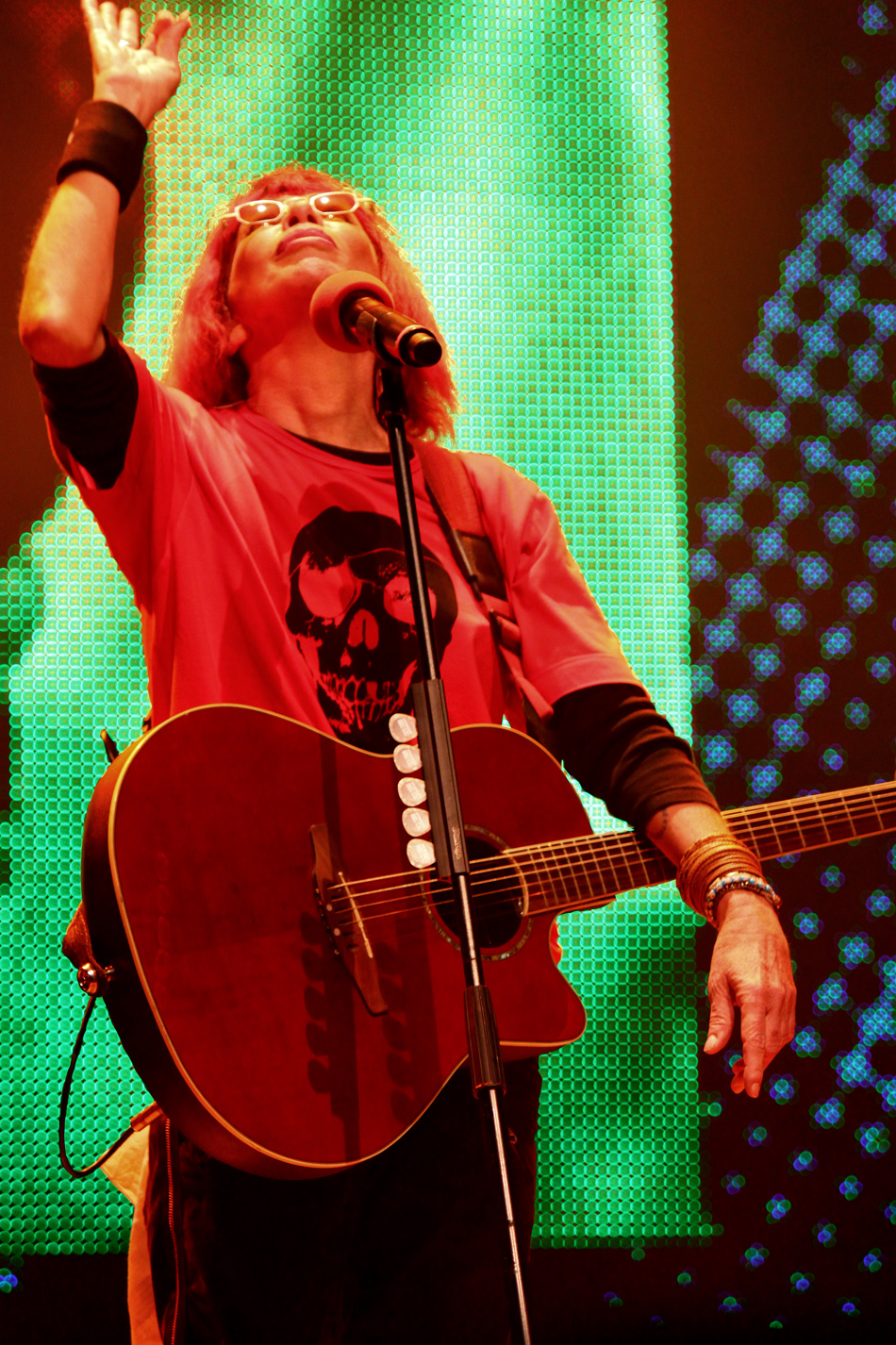
Rita Lee em 2011

Em janeiro de 2012, durante o que seria a última apresentação, no Projeto Verão em Sergipe, Rita expressou sua indignação com a ação da polícia militar, que agiu de modo agressivo com seu público. Acusada de desacato à autoridade, a cantora foi encaminhada a uma delegacia após o show para prestar depoimento, porém liberada em seguida. A cantora alegou ter falado pelo "calor das emoções", e por ter achado a ação dos policiais "truculenta e desnecessária".
No Carnaval de 2012, desfilou pela escola de samba paulista Águia de Ouro, cujo tema foi a Tropicália. Desfilaram também outros cantores do movimento, como Caetano Veloso e Gilberto Gil, além de cantores como Wanderléa, Cauby Peixoto e Angela Maria. Rita homenageou a atriz Leila Diniz no desfile.
Após alguns anos sem gravar músicas inéditas, tendo seu último álbum sido Balacobaco, em 2003, Rita anuncia o lançamento de seu então novo álbum, Reza. Em fevereiro de 2012, lançou o primeiro single promocional do álbum. Pouco tempo depois a canção ultrapassou o sucesso "Ai, Se Eu Te Pego", de Michel Teló, no número de downloads do iTunes Brasil. No mês seguinte, a música entrou para a trilha sonora da telenovela Avenida Brasil, da TV Globo.
Em novembro de 2012, fez um show que marcou sua volta aos palcos, com apresentação no Green Move Festival, no qual também se apresentaram as bandas Titãs e Jota Quest. Na apresentação, a cantora causou nova polêmica ao abaixar a calça e virar-se para o público. Em janeiro de 2013, participou do show que fez parte da comemoração dos 459 anos da cidade de São Paulo, no Vale do Anhangabaú. "Daqui eu não saio", disse Rita, sobre a cidade em que nasceu.
Em abril de 2013, concedeu uma rara e franca entrevista à revista Marie Claire, em que disse que o grande tabu da mulher atual é o envelhecimento. "Para envelhecer com dignidade, a mulher tem de ter desapego. É muito complexo!". Em março de 2014 decidiu deixar de pintar os icônicos cabelos vermelhos e assumir os fios grisalhos. "Quero ficar anônima", disse ela.

### Outros projetos (2014–23)
Em 2014, foi homenageada com o musical de teatro Rita Lee Mora ao Lado, baseado no livro homônimo de Henrique Bartsch e estrelando Mel Lisboa. Rita assistiu ao musical e elogiou a performance de Mel, que caiu no choro ao ver a cantora na plateia. A atriz ainda ganhou o Prêmio Quem, na categoria "Melhor Atriz de Teatro". Emocionada, ela fez o discurso chorando ao assistir a um vídeo de Rita durante a premiação, a parabenizando pela conquista.
Em 2015, chegou às lojas uma caixa com vinte álbuns de sua discografia e um CD com raridades. Em 2016, foi lançada sua autobiografia Rita Lee: uma autobiografia, pela Globo Livros. O lançamento foi em São Paulo. Rita concedeu uma entrevista sobre o livro e sobre sua vida mais reclusa: "O maior luxo da vida é dar amor aos bichos e ter uma horta”. Além de tornar-se um dos títulos mais vendidos do país, o livro colecionou críticas elogiosas. A artista foi agraciada pela APCA como melhor autora de 2016 e também pelo Grande Prêmio da Critica, por seus serviços prestados à música.
Em 2021, foi lançada "Change", canção com parceria de Roberto de Carvalho e Gui Boratto, sua primeira música inédita em oito anos. A faixa integrou a trilha sonora da telenovela Um Lugar ao Sol. Em 2022, na 23ª edição do Grammy Latino, Rita foi laureada com um Lifetime Achievement Award, que homenageia "artistas que fizeram contribuições significativas à indústria fonográfica". A cerimônia, ocorrida no mês de novembro, contou com a participação de nomes como Luísa Sonza, Giulia Be, Paula Lima e Manu Gavassi.
Em 2023, a artista anunciou o lançamento do livro Rita Lee: outra autobiografia, também pela Globo Livros. No livro, ela narra detalhes de seu tratamento contra um câncer de pulmão, diagnosticado em 2021.

## Vida pessoal

### Família

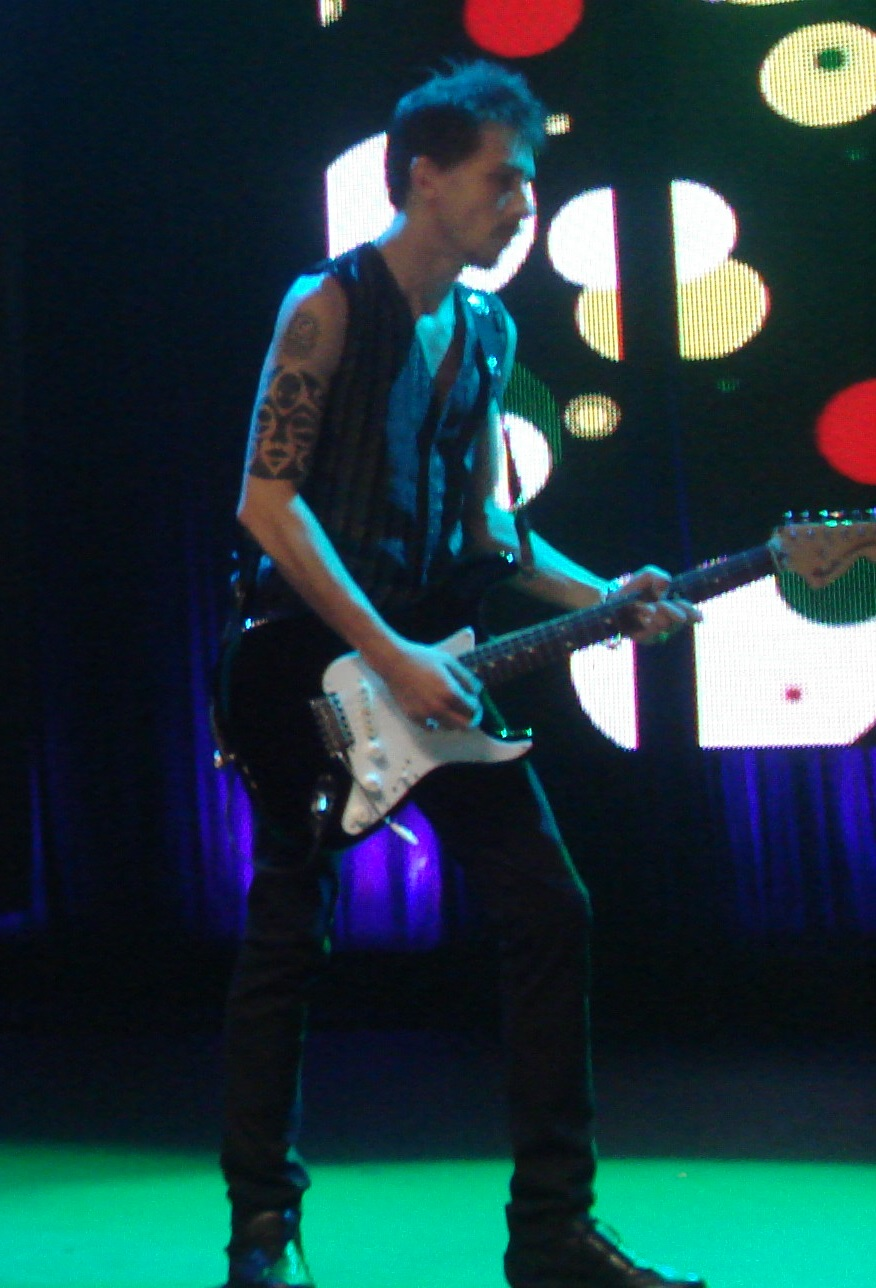
Beto Lee, primeiro filho de Rita Lee, em 2009.

Em 1976, começou um relacionamento amoroso com o multi-instrumentista e compositor Roberto de Carvalho, que até o fim da carreira de Rita foi o parceiro da maioria de suas canções. Tiveram três filhos. Beto Lee, primeiro filho da artista, nascido em 1977, seguido por João em 1979, e Antônio em 1981. Rita era vegana e defensora dos direitos dos animais.

### Relação com São Paulo
Rita Lee nasceu e cresceu na Vila Mariana, um bairro tradicional na Zona Sul da cidade de São Paulo. Na Vila Mariana a cantora cresceu e viveu durante sua infância e adolescência (até os 19 anos), em um casarão na rua Joaquim Távora. Durante sua juventude, ela explorou diversos locais da cidade, desde a Rua Augusta, o Parque do Ibirapuera, o Estádio do Pacaembu até em Interlagos, locais que são frequentemente mencionados em suas músicas. Em "Mania de Você", por exemplo, ela cantou em um show na cidade "Sampa, você me dá água na boca", evidenciando sua admiração pela metrópole. A cantora passou um tempo morando na Serra da Cantareira, onde tentou viver em uma comunidade hippie com seus irmãos.
Além da Vila Mariana, Rita também viveu em outros bairros, incluindo a Pompeia, onde ela se envolveu com o conjunto Os Mutantes. No bairro da Zona Oeste paulistana, especificamente na Rua Venâncio Aires, nasceu o grupo, que teve Rita como membro até 1972. O bairro também é mencionado na canção “Orra meu”, onde Rita expressa seu amor pela localidade: “Pego na guitarra e não largo até a Pompeia gritar“.
Outras músicas que citam a cidade: “Caminhante Noturno” (1969), “De Novo Aqui, Meu Bom José” (1972), “Lá Vou Eu” (1976), “Lady Babel” (1976), “Vírus do Amor” (1985), “Vítima” (1985), “Gloria F” (1985), “Brasyx Muamba” (1987), “Venha Até São Paulo” (1993) e “Santa Rita de Sampa” (1997). Nessas músicas a compositora cita: o Largo do Arouche, o bairro da Liberdade, a Praça da Sé, o Rio Tietê, o Sport Club Corinthians Paulista além do Viaduto do Chá.
Em uma semana do mês de abril do ano 2000 ocorreu um episódio notável que ilustra essa conexão com a cidade, foi o desaparecimento de seu cachorro, Mike, no Jardim São Bento, bairro nobre localizado próximo ao bairro de Santana, Zona Norte. A cantora foi ao Programa Domingo Legal de Gugu Liberato no SBT fazer um pedido de socorro na TV aberta ao vivo. A operação de resgate do cachorrinho fez com que a cantora "invadisse" outros programas de TV e rádio naquela semana. "Programa do Jô", "Pânico", o hit parade da Transamérica e os vespertinos da 89FM a receberam, e prometia uma recompensa a quem localizasse seu pet de quatro anos de idade. O incidente teve um desfecho feliz quando Leandro Lehart, músico e residente do mesmo bairro, encontrou o cachorro e o devolveu à cantora. Este evento foi amplamente divulgado na mídia local e reforça o senso de comunidade que permeia várias partes da cidade.
Em 2013, durante o início da turnê que celebrava seus 50 anos de carreira, Rita Lee expressou seu amor por São Paulo de maneira marcante. Em um concerto no Vale do Anhangabaú, ela se apresentou envolta na bandeira da cidade, que na época comemorava 459 anos. Durante o evento, ela afirmou: "Eu amo essa cidade. Moro aqui há 67 anos! Daqui eu não saio. (...) Se não fosse São Paulo, o Brasil seria bem menos". Estes comentários refletem a profunda relação afetiva que ela mantinha com a cidade, um sentimento que foi poeticamente capturado por Caetano Veloso ao descrevê-la como "a mais completa tradução" de São Paulo em sua canção "Sampa". Foi chamada também de "Santa Rita de Sampa".
O legado de Rita Lee foi imortalizado não apenas através de sua música, mas também por meio de um mural na Vila Mariana instalado em 2023. Criado pelos artistas Paulo Terra, Pedro Terra e Eraldo Moura, o painel artístico está localizado na Rua Domingos de Morais e apresenta duas representações de Rita Lee, destacando diferentes fases de sua carreira. Este tributo visual reforça ainda mais sua conexão com o bairro onde nasceu e cresceu.
Rita Lee faleceu em 8 de maio de 2023, e sua morte foi seguida por um velório no Planetário Professor Aristóteles Orsini, localizado no Ibirapuera, um local que simboliza sua ligação contínua com São Paulo. As circunstâncias de sua despedida, assim como as homenagens póstumas, sublinham o impacto duradouro de sua figura na cultura brasileira.
Em abril de 2024 houve um projeto de Lei, proposto por uma vereadora paulistana, que visava a inclusão do nome de Rita Lee no Parque Ibirapuera, que passaria a se chamar “Parque Ibirapuera – Rita Lee”. O projeto foi modificado e o prefeito da cidade sanciona lei que dá nome de Rita Lee a antiga Praça da Paz, localizada no mesmo parque, chamada "Praça da Paz - Rita Lee". Em julho do mesmo ano a Câmara Municipal de São Paulo homenageou a cantora instituindo o dia 22 de maio como o Dia de Rita Lee. A mudança foi publicada no Diário Oficial pela Lei nº 18.151.

### Saúde
Em 1996, sofreu uma queda da varanda no segundo andar de seu sítio, esfacelando o côndilo maxilar, o que levou a uma cirurgia para colocação de pinos de titânio. Depois da cirurgia bem-sucedida e diante da possibilidade de retomar sua carreira, Rita ter-se-ia comprometido a largar as drogas e as bebidas alcoólicas, o que, segundo uma declaração da cantora ao programa Fantástico, da TV Globo, só o fez totalmente em janeiro de 2006, depois de procurar ajuda numa clínica de reabilitação, a qual ela chama de "hospício", conseguindo frequentar palestras e fazer tratamento, obtendo êxito. Em maio de 2012, Rita declarou sofrer de transtorno bipolar.

### Morte
Em maio de 2021, quando tinha 73 anos de idade, realizou um exame de saúde de rotina e foi diagnosticada com um tumor primário no pulmão esquerdo. Os médicos que a diagnosticaram previram uma sobrevida de três a quatro meses. Ao longo do tratamento, o câncer entrou em processo de metástase e a cantora teve de iniciar uma quimioterapia. Em abril de 2022, novos exames indicaram a ausência de um dos tumores, apelidado por ela de "Jair", em referência ao então presidente Jair Bolsonaro. Ainda assim, a doença continuou a se espalhar pelos órgãos de Rita.
Em fevereiro de 2023, Rita foi internada no hospital Albert Einstein, em São Paulo, em estado "extremamente delicado". Algumas horas após a informação ser divulgada, o marido da cantora, Roberto, disse em suas redes sociais que a internação seria "para exames e avaliações" e pediu privacidade. Rita obteve alta no mês seguinte. Desde então, ela entrou em cuidados paliativos, sendo acompanhada por duas enfermeiras. Nesse ponto, havia perdido a capacidade de andar, estando instalada em um quarto de hospital.
Em 8 de maio de 2023, seu estado de saúde piorou novamente e ela morreu cercada de sua família, em seu apartamento em São Paulo. Sua família anunciou que seu velório ocorreria no Planetário do Ibirapuera em 10 de maio, sendo aberto ao público. O presidente do Brasil, Luiz Inácio Lula da Silva, decretou luto oficial de três dias em pesar pelo seu falecimento. "Uma artista a frente do seu tempo. Julgava inapropriado o título de rainha do rock, mas o apelido faz jus a sua trajetória", afirmou em nota.
Segundo o jornal Correio Braziliense, Rita Lee deixou uma herança estimada em cerca de 30 milhões de reais. Além do patrimônio, que rende direitos autorais, a artista deixou negócios, imóveis e uma extensa gama de investimentos.

## Outros trabalhos

### Rádio
Após o rompimento de seu contrato com a Som Livre, em 1986, Rita dedicou-se — com a parceria do amigo escritor Antonio Bivar — a um programa de rádio chamado Rádioamador, na 89 FM A Rádio Rock, que escreveu e apresentou adotando o nome Lita Ree e interpretando vários personagens.

### Literatura
Infantil
Entre 1986 a 1992 escreveu quatro livros infantis, tendo como protagonista o rato cientista Dr. Alex. Em 2013 publicou o livro Storynhas, ilustrado por Laerte. Em 2019, retoma suas obras infantis com muito sucesso com Amiga Ursa: uma história triste, mas com final feliz.
Biografia e outros
Com um grande sucesso, a cantora lançou a sua primeira autobiografia, em 2016, chamada Rita Lee: uma autobiografia. O livro traz a escrita característica de Rita e a participação de um personagem, Phantom, que na verdade é Guilherme Samora, editor e melhor amigo de Rita, como ela mesma diz no texto. Phantom aponta esquecimentos e outras informações. A obra tornou-se um best-seller e foi o mais vendido do período. Em 2017 lançou um livro de contos chamado Dropz e, em 2018, a edição de luxo FavoRita, em parceria com Samora.   Em 2023, sua segunda obra autobiográfica, intitulada Rita Lee: outra autobiografia, é lançada postumamente. Em 2024, O Mito do Mito: de fã e de louco, todo mundo tem um pouco, chega ao mercado como segundo livro póstumo da cantora.

### Televisão
Em Os Trapalhões (1977) interpretou uma fotógrafa num concurso de miss. Em Top Model (1989), escrita por Walther Negrão e Antônio Calmon, interpretou Maria Regina, a esotérica Belatrix, uma das ex-mulheres do surfista Gaspar, interpretado por Nuno Leal Maia. Em Vamp (1991), também escrita por Calmon, Rita era a roqueira-vampira Lita Ree, amiga da protagonista Natasha, interpretada por Cláudia Ohana. Ainda no ano de 1991, Rita ganhou um programa na MTV Brasil intitulado TVleezão.
Em 1997 participou do sitcom Sai de Baixo, no episódio "Presepada de Natal", como Scarlet Antibes, uma prima do personagem Caco Antibes, interpretado por Miguel Falabella. Em 2002 passou a co-apresentar o programa de televisão Saia Justa, no canal pago GNT (Globosat), ao lado de Mônica Waldvogel, Marisa Orth e Fernanda Young, Rita se despediu do programa em 2004. Em Celebridade (2003), fez uma participação especial como ela mesma e contracenou com Maria Clara, interpretada por Malu Mader.
Em 2005 comandou, ao lado do marido Roberto de Carvalho, o talk show Madame Lee, também transmitido pela GNT. Em 2010 foi convidada pelo diretor Jorge Fernando para regravar seu sucesso de 1985, Ti Ti Ti. A música foi usada na abertura do remake da novela no horário das 19 horas. Rita fez uma participação no último capítulo fazendo um show, cantando esta música. Em 2017 participou do documentário Laerte-se, da Netflix.

## Legado
Lee tornou-se um ícone da cultura pop brasileira, ao longo de sua carreira. A artista é considerada a maior estrela da história do rock brasileiro, desde quando foi nomeada de "Rainha do rock brasileiro", por ser a mais bem sucedida do gênero. Thales de Menezes, escreveu para a Folha de S.Paulo, que "ela foi fundamental no desenvolvimento do gênero no país. A começar por surgir em cena num período atribulado, quando o rock era considerado um "vilão cultural" por nomes importantes da música e das artes brasileiras". Editores do blog Ao Redor avaliam que "o rock encontrou em Lee uma voz que ecoa liberdade, inovação e resistência. Ela não apenas adaptou o rock ao cenário cultural brasileiro, mas também o enriqueceu com suas próprias influências e perspectivas". Thiago Vieira, da Universidade Estadual Paulista, avalia que "especificamente no ano de 1967, sua aparição pública foi bastante importante para aquele momento da música popular brasileira. Era a explosão do Movimento Tropicalista, que foi fundamental na renovação da canção popular no Brasil. Isso se deu de forma contundente pela presença das guitarras elétricas, pela presença de outra linguagem e sobretudo por expor os muros que separavam a música brasileira da música estrangeira". O autor acrescenta que a artista teve um papel enorme e diferenciado na assimilação da linguagem do gênero no país, que foi além da música e envolveu também questões de comportamento: "Apesar das influências do rock londrino e experimental que ela e os Mutantes trouxeram, Lee sempre fez uma defesa ampla de uma linha mais libertária, de ser uma mulher que estava ancorada nos seus direitos, na busca de seus direitos, acompanhando movimentos que aconteciam na Europa e nos Estados Unidos. Neste grande bojo da contracultura, ela vai trazer uma atitude ligada ao rock. Não apenas a sonoridade, mas também uma atitude transgressora, underground. Isso é bastante importante para entender como o seu papel colaborou para renovar, ao longo da década de 1960, a linguagem da canção no Brasil. Apesar de se tornar mais pop ao longo da carreira, Lee foi uma artista de muitas facetas, mas nunca abriu mão de sua singularidade".

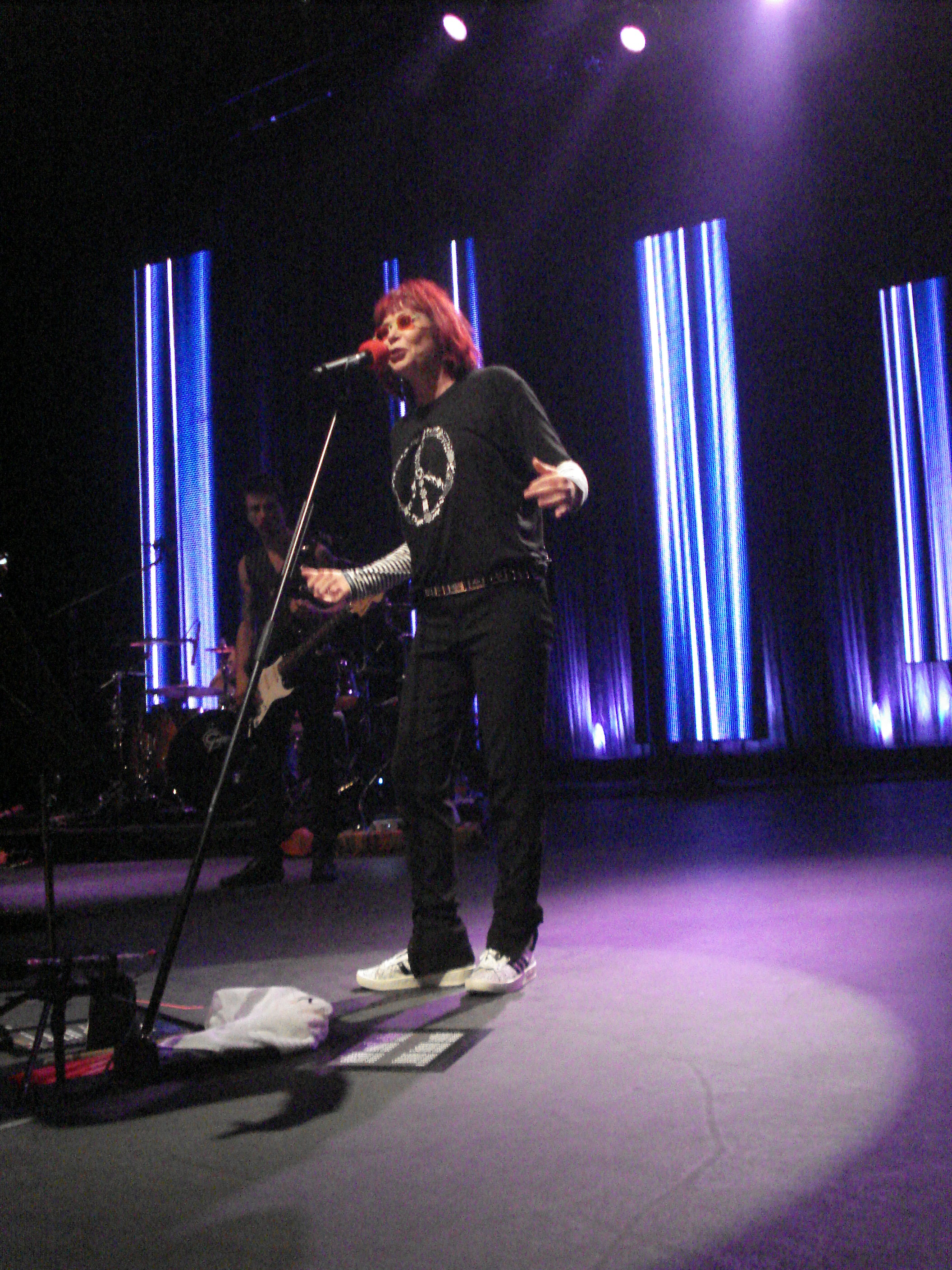
Rita Lee no Vivo Rio, em 2009.

Escrevendo para a para a revista Veja, Felipe Branco comentou que Lee, "desde d'Os Mutantes, já demonstrava seu pioneirismo: foi uma das primeiras mulheres a tocar guitarra, um instrumento tido como exclusivamente masculino. Ela também foi uma das poucas artistas femininas da época que, além de intérprete, compunham as letras e os arranjos das músicas". Fernando Pereira, professor da Universidade Presbiteriana Mackenzie, observa: "Na década de [19]60, ela e Os Mutantes não vendiam apenas música. Vendiam, também, um estilo de vida. E como isso incomodou. Assim, boa parte da informação sobre a vida da artista se confunde com a informação de sua carreira. Ao contrário de outros cantores e compositores, que conseguiram preservar um pouco de sua intimidade, a vida de Rita foi pública durante toda sua existência e, por isso, virou história. História da música popular brasileira". Lee foi uma das primeiras artistas do segmento a abordar abertamente a liberdade e os direitos das mulheres, trazendo em suas letras uma abordagem dos anseios femininos sem limitações. Ao longo de sua carreira, usou suas músicas e a sua própria imagem para lutar pela liberdade e igualdade das mulheres, combatendo os estereótipos de gênero dentro da indústria musical e na sociedade como um todo. Isso lhe rendeu perseguições políticas e diversas tentativas claras de censura. Em suas composições, falou de temas tabus na sociedade, como aborto, homossexualidade, drogas — e dedicou boa parte da sua obra à defesa da emancipação feminina. Em uma entrevista teria dito: “Preconceito é uma enfermidade, uma doença horrível, e deve ser tratada”. Ousadias como essas que, de acrodo com Branco, "fizeram dela, sim, a ovelha ovelha da música e uma das maiores artistas do país". Sobre esse aspecto, Jéssica Rodrigues Araújo Cunha, autora de A Importância da Produção Musical de Rita Lee (2010), citou o lirismo de "Mania de Você" como um exemplo, alegando que "demonstra que o sexo pode ser buscado pela mulher com o objetivo do prazer, já que na sociedade brasileira ainda pairava – e paira – sobre o ar, certa moralidade relacionada ao sexo e a mulher".
Já José Antônio Barbosa, em seu artigo As faces de Eva: o universo feminino no léxico de Rita Lee, explica que através da faixa "enuncia-se um discurso sobre o amor, a relação conjugal e o desejo sexual de forma despojada e nunca antes explicitamente tratada na canção de uma compositora e cantora feminina". Da mesma forma, Luiz Tatit assinala que as faixas "falam sobre o amor, a relação conjugal e o desejo sexual de forma despojada, como mulher alguma havia feito antes na música brasileira e" é possível verificar que ", a partir das canções da artista, o ponto de vista da mulher sobre assuntos variados – antes restritos ao unverso masculino – começa a ser observado e discutido". Renato Gonçalves Ferreira Filho, em Rita Lee, mulher-alienígena, afirma que "sob certo aspecto, ela se mostrava em linha de sintonia com composições de homens e mulheres que emergiram com  força  na  música  brasileira,  especialmente  nos  anos 1970, pondo em evidência o corpo como território do prazer, em contraposição à moral sexual hegemônica". Para a acadêmica feminista Ana Karla Marcelino, a artista foi "uma notável representante musical da luta contra a ideologia patriarcal dominante, escrevendo músicas que criticam os estereótipos atribuídos às mulheres", citando "Elvira Pagã" como um desses exemplos, de "mulheres por ela homenageadas", que "representam a quebra de paradigmas e uma crítica aos estereótipos femininos". Pereira comenta que a artista colocou, como poucas, o feminino em pauta, "não o feminino feminista. Mas o feminino da mulher que entrava cada vez mais no mercado de trabalho, que, ainda timidamente, começava a encontrar melhores cargos; da mulher divorciada que criava os filhos e tinha que se abrir a novas experiências. Rita sintetizava o feminino da mulher-metrópole. Meio mãe, meio dona-de-casa, meio funcionária, meio musa, mas principalmente a mulher cidadã.
Lee e seu trabalho foram referência para vários artistas, incluindo Marisa Monte, Pitty, Manu Gavassi, Paula Lima, Zélia Duncan, Preta Gil, Ana Carolina, Maria Rita, Zezé Motta, Luísa Sonza, Paula Toller, Paulo Ricardo, Titãs, Cassia Eller, Daniela Mercury, Claudia Leitte, Wanessa Camargo, Anitta, Julia Mestre, Chitãozinho e Xororó, Fernanda Takai, Ana Caetano, Kell Smith, Filipe Catto, Badi Assad, Duda Beat, Larissa Manoela Iza, Dinho Ouro Preto, Érika Martins, Mel Lisboa e Adriana Calcanhoto.
Em 2024, a Prefeitura do Rio homenageou a cantora com o Parque Rita Lee, situado dentro do Parque Olímpico do Rio de Janeiro. Será tema do enredo da Escola de Samba Mocidade Independente de Padre Miguel no Carnaval do Rio de Janeiro para 2026 com o título "Rita Lee: A Padroeira da Liberdade".

## Discografia
- Build Up (1970)

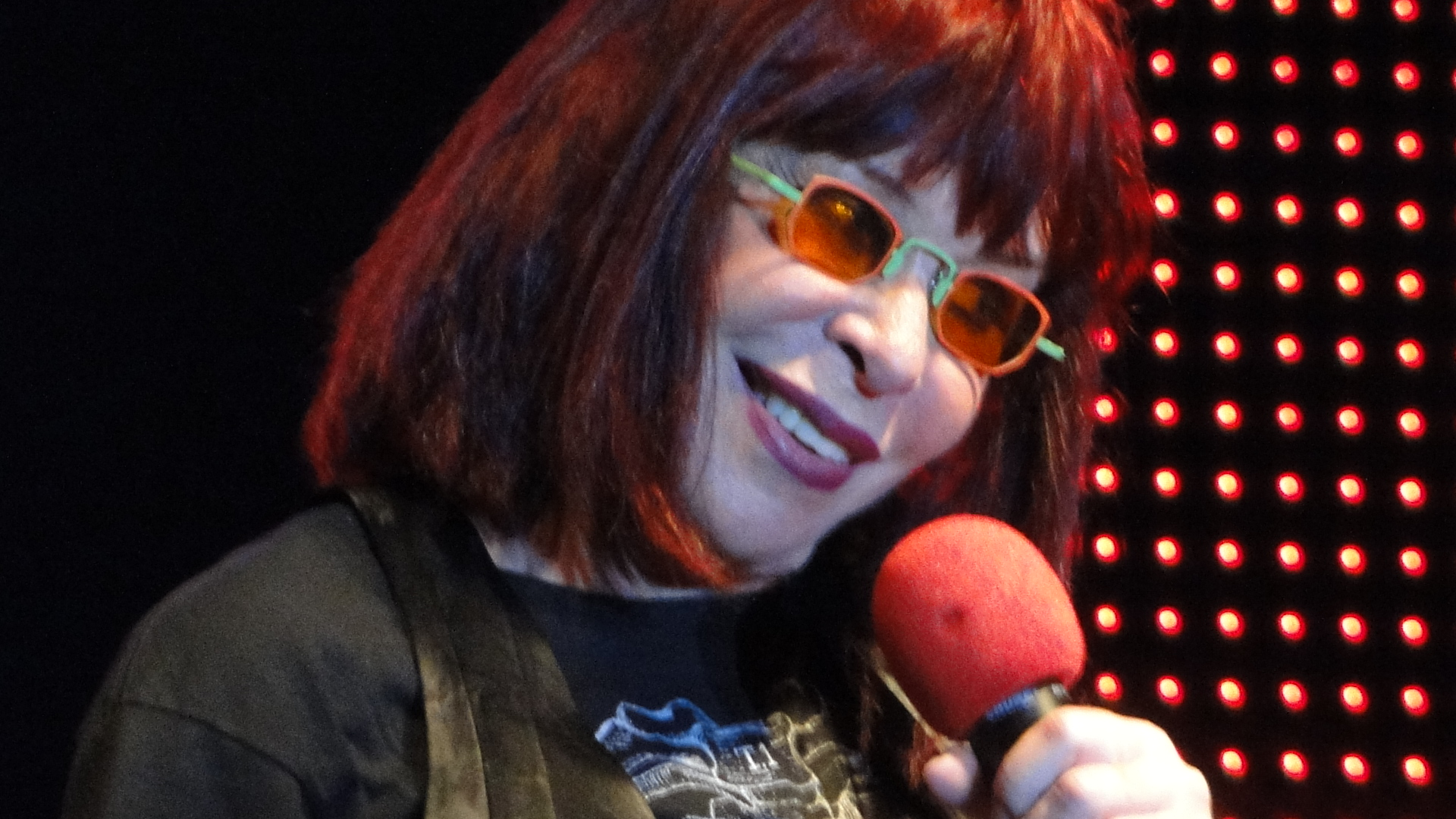
Rita Lee durante apresentação em Araçatuba, em 2009.

- Hoje É o Primeiro Dia do Resto da Sua Vida (1972)
- Atrás do Porto Tem uma Cidade (1974; com Tutti Frutti)
- Fruto Proibido (1975; com Tutti Frutti)
- Entradas e Bandeiras (1976; com Tutti Frutti)
- Babilônia (1978; com Tutti Frutti)
- Rita Lee (1979)
- Rita Lee (1980)
- Saúde (1981)
- Rita Lee e Roberto de Carvalho (1982)
- Bombom (1983)
- Rita e Roberto (1985)
- Flerte Fatal (1987)
- Zona Zen (1988)
- Rita Lee e Roberto de Carvalho (1990)
- Rita Lee (1993)
- Santa Rita de Sampa (1997)
- 3001 (2000)
- Aqui, Ali, em Qualquer Lugar (2001)
- Balacobaco (2003)
- Reza (2012)

## Turnês
- Turnê Tutti Frutti (1973; com Tutti Frutti)
- Turnê Atrás do Porto Tem uma Cidade (1974; com Tutti Frutti)
- Turnê Fruto Proibido (1975; com Tutti Frutti)
- Turnê Entradas e Bandeiras (1976; com Tutti Frutti)
- Refestança (1977; com Gilberto Gil)
- Turnê Babilônia (1978; com Tutti Frutti)
- Turnê Mania de Você (1979-1980)
- Turnê Lança Perfume (1980-1981)
- Turnê Saúde (1981)
- Rita Lee e Roberto Tour Brasil 83 (1983)
- Rita Lee e Roberto Tour 87/88 (1987-1988)
- Turnê Bossa N Roll (1991-1992)
- Turnê A Marca da Zorra (1995-1996)
- Turnê Santa Rita de Sampa (1997-1998)
- Turnê 3001 (2000-2001)
- Turnê Yê Yê Yê de Bamba (2002)
- Turnê Balacobaco (2004)
- Turnê PicNic (2007-2009)
- Turnê Multishow (2009-2010)
- Turnê ETC... (2010-2012)

## Filmografia
Televisão
| Ano     | Título                                             | Personagem       | Notas                          |
| ------- | -------------------------------------------------- | ---------------- | ------------------------------ |
| 1980    | Rita Lee Jones                                     | Ela mesma        | Série "Grandes Nomes"          |
| 1981    | Saúde                                              | Ela mesma        | Série "Grandes Nomes"          |
| 1982    | O Circo                                            | Ela mesma        | Especial de fim de ano         |
| 1985    | Rita e Roberto                                     | Ela mesma        | Especial de fim de ano         |
| 1986    | Cida, a Gata Roqueira                              | Sunda Morgana    |                                |
| 1990    | Top Model                                          | Belatrix Kundera | Episódio: "7–10 de janeiro"    |
| 1991    | Vamp                                               | Lita Ree         | Episódio: "17 de setembro"     |
| 1991–92 | TVLeezão                                           | Apresentadora    |                                |
| 1995    | A Marca da Zorra                                   | Ela mesma        | Especial de fim de ano         |
| 1997    | Sai de Baixo                                       | Scarlet Antibes  | Episódio: "Presepada de Natal" |
| 2002–04 | Saia Justa                                         | Apresentadora    | Temporadas 1—3                 |
| 2004    | Celebridade                                        | Ela mesma        | Episódios: "19–22 de janeiro"  |
| 2005    | Madame Lee                                         | Apresentadora    |                                |
| 2011    | Ti Ti Ti                                           | Ela mesma        | Episódio: "18 de março"        |
| 2017    | Manual para se Defender de Aliens, Ninjas e Zumbis | Grão Mestre      | Episódio: "13"                 |

Cinema
| Ano  | Título                                                 | Personagem             | Nota         |
| ---- | ------------------------------------------------------ | ---------------------- | ------------ |
| 1968 | As Amorosas                                            | Cantora do clube       |              |
| 1988 | Fogo e Paixão                                          | Namorada no piquenique |              |
| 1989 | Dias Melhores Virão                                    | Mary Shadow            |              |
| 1994 | Tanta Estrela Por Aí...                                | Raul Seixas            |              |
| 2002 | Durval Discos                                          | Julieta                |              |
| 2006 | Wood & Stock: Sexo, Orégano e Rock'n'Roll              | Rê Bordosa (voz)       | Dublagem     |
| 2010 | Uma Noite em 67                                        | Ela mesma              | Documentário |
| 2012 | Tropicália                                             | Ela mesma              | Documentário |
| 2013 | Minhocas                                               | Martha (voz)           | Dublagem     |
| 2014 | A Primeira Missa ou Tristes Tropeços, Enganos e Urucum | Pirata                 |              |

## Prêmios e indicações
| Lista de prêmios e indicações de Rita Lee |          |            |
| Premiação                                 | Vencidos | Indicações |
| Prêmio Multishow                          | -        | 1          |
| Grammy Latino                             | 2        | 7          |
| Prêmio Sharp de Música                    | 12       | 12         |
| Top 100 Brasil                            | 1        | 5          |
| MTV Video Music Brasil                    | -        | 3          |
| Troféu Universo Musical                   | -        | 2          |
| Revista Pop                               | 1        | 1          |
| Revista Fatos e Fotos                     | 1        | 1          |
| Troféu APCA                               | 3        | 1          |
| Prêmio Shell                              | 1        | 1          |
| Prêmio Contigo de Música Brasileira       | -        | 1          |
| Prêmio Quem                               | -        | 1          |
| Total                                     |          |            |
| Prêmios vencidos                          | 23       | 23         |
| Indicações                                | 40       | 40         |

### Ordens honoríficas brasileiras
| Ano  | Ordem                    | Grau                 |
| ---- | ------------------------ | -------------------- |
| 2003 | Ordem do Mérito Cultural | Comendador           |
| 2023 | Ordem de Rio Branco      | Comendador (póstumo) |